# Škoda 7,5 cm Vz. 1936
Lo Škoda 75 mm vzor 1936 era un cannone da montagna cecoslovacco, prodotto dalla Škoda per il mercato estero. Una variante venne realizzato su licenza in Unione Sovietica come 76 mm M1938. Il pezzo poteva essere scomposto in tre carichi per il trasporto e in 10 carichi per il someggio, compreso lo scudo di protezione dei serventi.